# Abrodictyum strictum
Espèce
Abrodictyum strictum est une fougère de la famille des Hyménophyllacées. 

## Description
En plus des caractéristiques du genre, le stipe ainsi que le rachis sont nus et le limbe des frondes est divisé trois fois.
Les sores sont peu nombreux et disposés de manière irrégulière sur le limbe, souvent juste après une division primaire.
Le style des sores porte peu de capsules à sa base ; il s'allonge de plus de deux fois la longueur de l'indusie campanulée.
L'espèce, comme celles du genre, compte 33 paires de chromosomes.

## Distribution
Abrodictyum strictum est une espèce terrestre, présente dans les ravines ombragées et humides, qui se trouve en Nouvelle-Zélande.

## Position taxinomique
Elle est classée actuellement dans le sous-genre Abrodictyum.
Elle avait été décrite par William Jackson Hooker et Robert Kaye Greville en 1831 dans le genre Trichomanes : Trichomanes strictum Menzies ex Hook. & Grev.
En 1974, Conrad Vernon Morton la place dans la section Pachychaetum du sous-genre Pachychaetum du genre Trichomanes.
En 2006, Atsushi Ebihara et Kunio Iwatsuki, sur la base d'études phylogénétiques, la reclassent dans le sous-genre Abrodictyum du genre Abrodictyum.
Une espèce synonyme est signalée par William Jackson Hooker : Trichomanes leptophyllum A.Cunn.